# Augustenstollen

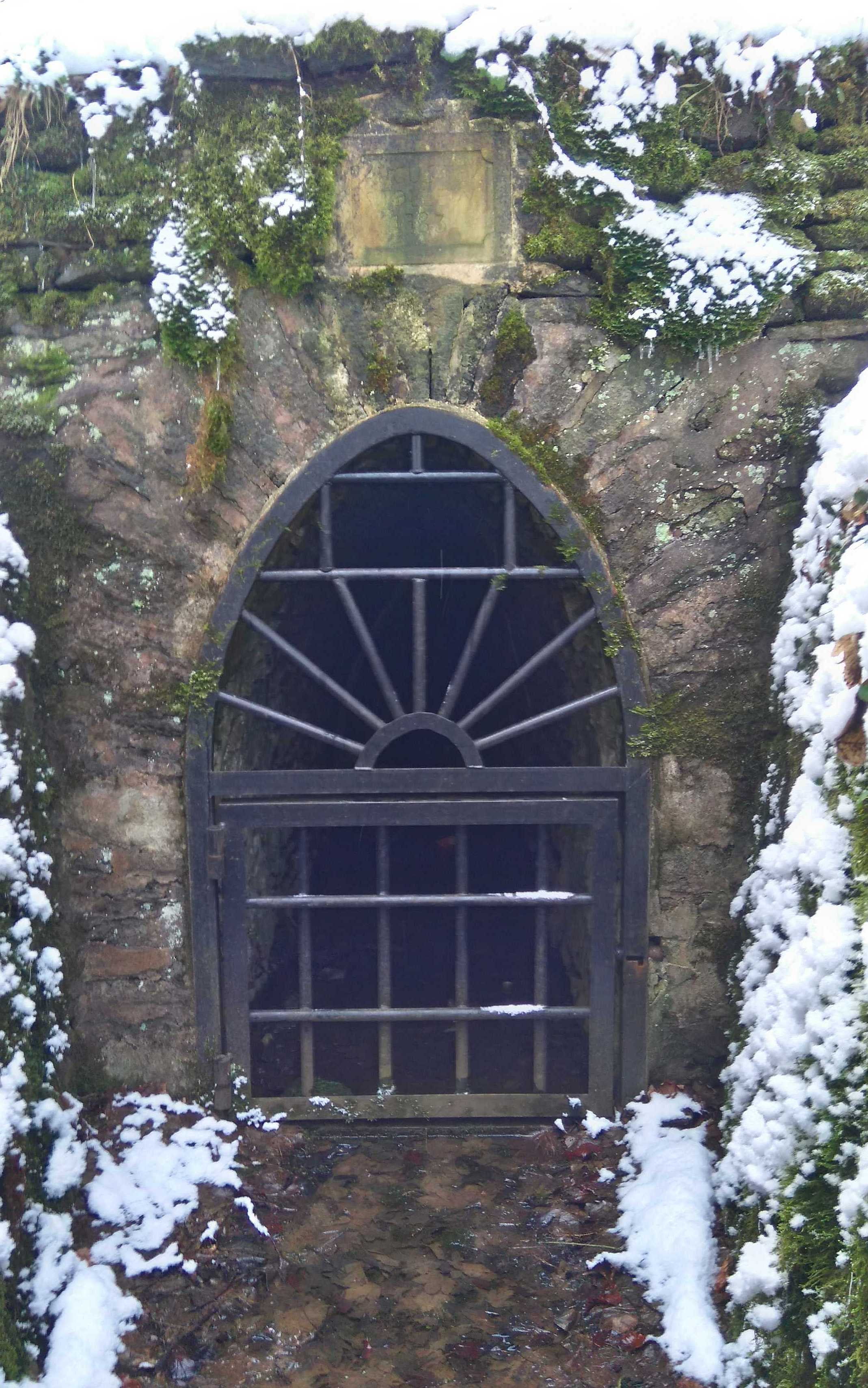
Mundloch des Augustenstollens

Der Augustenstollen in der Montanregion Harz ist ein im Jahre 1783 angelegtes ehemaliges Bergwerk auf dem Gebiet der Stadt Wernigerode im Landkreis Harz in Sachsen-Anhalt. Er diente vornehmlich der Lösung der Wässer der in der Bergrevier Elbingerode bauenden Bergwerke. Sein Mundloch ist heute ein Bergbaudenkmal und sein unterirdischer Verlauf dient als Quartier für Fledermäuse. Der Stollen ist eine Station des Elbingeröder Bergbaulehrpfades im Harz.

## Lage
Der Stollen liegt im Nordharz unweit der Bundesstraße 244, die Wernigerode mit Elbingerode (Harz) verbindet. Unmittelbar am Mundloch des Stollens führt die Weißkopfchaussee entlang, die beim früheren Chausseehaus Bolmke unweit des Schlosswasserhäuschens in die Bundesstraße 244 mündet. Der Stollen führt unter der Chaussee hindurch in westliche Richtung. Nur etwa 100 Meter oberhalb des Augustenstollens befindet sich das rekonstruierte Mundloch des Hartengrippenhagensberger Stollens.

## Geschichte
Der Augustenstollen befand sich am südwestlichen Rand der Grafschaft Wernigerode unmittelbar an der Grenze zum Amt Elbingerode, das bis in das 16. Jahrhundert den auf dem Schloss Wernigerode residierenden Grafen zu Stolberg gehörte. Diese verloren das aufgrund des ergiebigen Bergbaus sehr ertragreiche Amt Elbingerode an die Herzöge von Braunschweig, wodurch es im 18. Jahrhundert an das Kurfürstentum Hannover fiel und ab 1867 zur preußischen Provinz Hannover gehörte.
Am Büchenberg wurde bereits im Hochmittelalter viel Bergbau betrieben. Nur wenige Meter von der Grenze des Amtes Elbingerode zur Grafschaft Wernigerode wurde auf dem Territorium der Grafen zu Stolberg-Wernigerode oberhalb des Waldgebietes Bolmke der Augustenstollen auf gräfliche Kosten im Jahre 1783 angelegt und viele Jahrzehnte betrieben. Er diente der Wasserlösung für die gräflich-stolbergischen Bergwerke. Von der Wasserlösung profitierten jedoch auch einige der im Amt Elbingerode am Büchenberg gelegenen Bergwerke. Daher verlangten die Grafen zu Stolberg eine finanzielle Unterstützung für die Unterhaltung des Augustenstollens.
Das für das Amt Elbingerode zuständige Bergamt Clausthal berechnete, dass auf Dauer die an die Grafen zu Stolberg-Wernigerode zu leistenden Unterhaltungskosten für den Augustenstollen höher sind, als einen eigenen Stollen auf dem Territorium des Amtes anzulegen. Daher bewilligte das Bergamt Clausthal finanzielle Mittel für die Anlage eines eigenen Lösungsstollen auf dem Territorium des hannoverschen Amtes Elbingerode, der mit einer Länge von 108 Lachtern projektiert wurde. Im Jahre 1803 wurde oberhalb der Weißkopfchaussee mit der Auffahrung des Charlottenstollens in den Büchenberg begonnen, dessen 2005 rekonstruiertes Mundloch nur einige hundert Meter entfernt vom Augustenstollen vorhanden ist.

## Denkmal
Der Augustenstollen ist als Baudenkmal unter der Erfassungsnummer 094 55845 in der Liste der Kulturdenkmale in Wernigerode verzeichnet.